# Elis Mårtenson

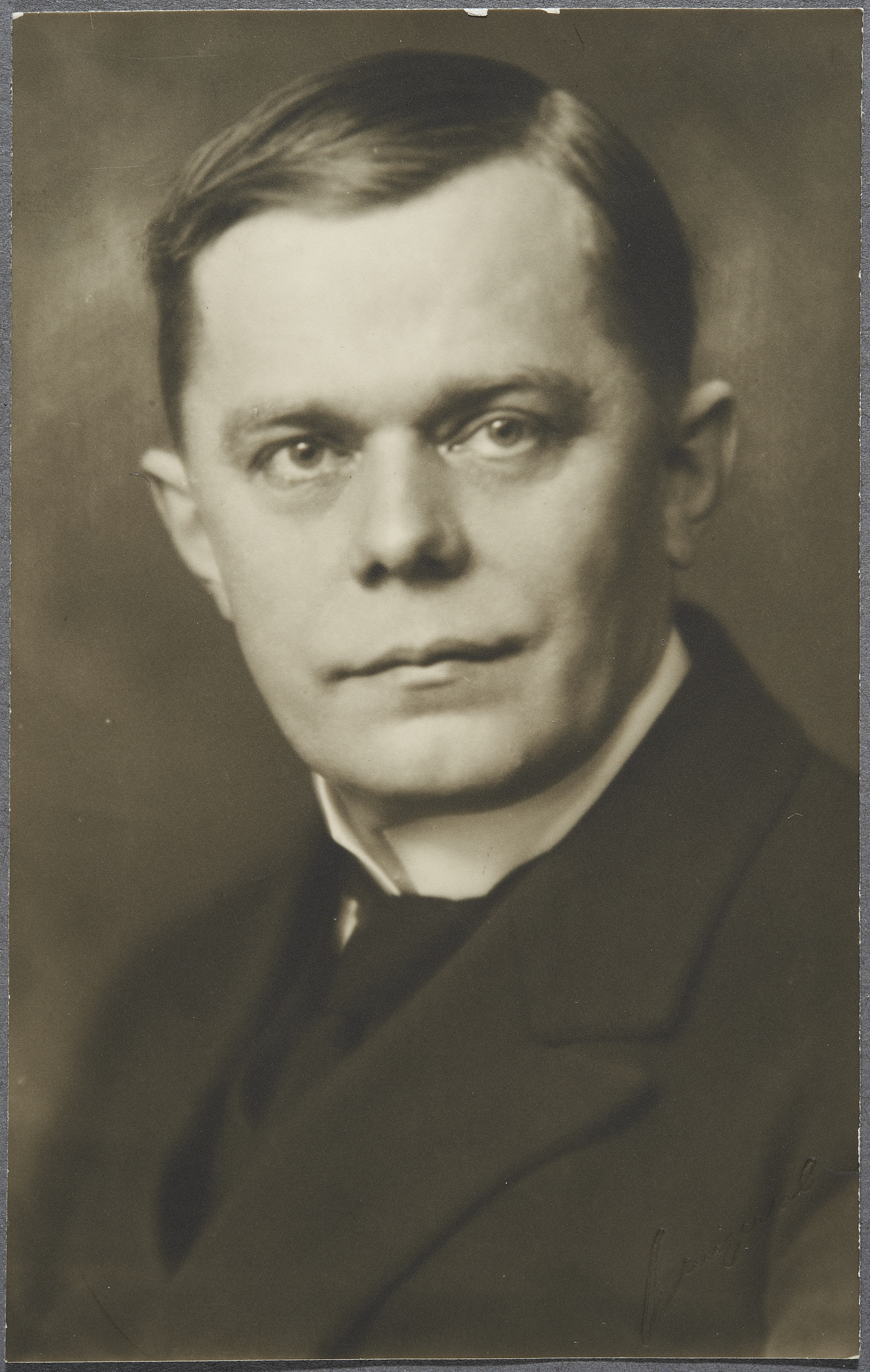
Elis Mårtenson.

Elis Hjalmar Mårtenson, född 8 juni 1890 i Ingå, död 4 juni 1957 i Helsingfors, var en finländsk organist. Han var far till Lasse Mårtenson. 
Mårtenson var från 1922 organist i Helsingfors södra svenska församling. Han undervisade från 1920 i orgelspel vid Helsingfors konservatorium och blev 1939 professor då konservatoriet ombildades till Sibelius-Akademin. Han uppträdde flitigt vid konserter och utgav bland annat verket Julvesper (1927) och en orgelskola (två band, 1949–1951).

Han finns representerad i den finlandssvenska psalmboken med psalm 33, Brinn, fridens stjärna, brinn.